# رايتشيل بوسطون
رايتشيل بوسطون (بالإنجليزية: Rachel Boston)‏ هي عارضة ومتسابقة ملكة الجمال وممثلة أمريكية، ولدت في 9 مايو 1982 بتشاتانوغا في الولايات المتحدة.

## أعمال

### أفلام
- (2009) أشباح صديقات الماضي[5][6]

## وصلات خارجية
- رايتشيل بوسطون على موقع IMDb (الإنجليزية)
- رايتشيل بوسطون على موقع ألو سيني (الفرنسية)
- رايتشيل بوسطون على موقع تيرنر كلاسيك موفيز (الإنجليزية)
- رايتشيل بوسطون على موقع أول موفي (الإنجليزية)
- رايتشيل بوسطون على موقع إن إن دي بي (الإنجليزية)
- رايتشيل بوسطون على موقع قاعدة بيانات الفيلم (الإنجليزية)